# برنارد جاكسون (محامي)
برنارد جاكسون (بالإنجليزية: Bernard Jackson)‏ هو محامي بريطاني، ولد في 16 نوفمبر 1944.